# Hiponatriemija
Hiponatriemija (tudi hiponatremija) predstavlja raven natrija v krvi, ki je pod normalnimi fiziološkimi vrednostmi oziroma predstavlja zmanjšano plazemsko koncentracijo natrija. Normalne vrednosti natrija v serumu so 135–145 mmol/L. Hiponatriemija je na splošno opredeljena kot raven natrija v serumu, ki je nižja od 135 mmol/L, huda hiponatriemija pa raven pod 120 mmol/L. Simptomi se lahko zelo razlikujejo – lahko so odsotni, lahko pa so tudi zelo hudi. Blagi simptomi vključujejo zmanjšano sposobnost razmišljanja, glavobol, slabost in slabo ravnotežje. Hudi simptomi so zmedenost, napadi in koma.
Vzroke hiponatriemije se tipično razvrsti glede na količino tekočine v telesu, torej v hipovolemično (zmanjšana prostornina tekočine v telesu), evvolemično (normalna prostornina tekočine v telesu) in hipervolemično (povečana prostornina tekočine v telesu). Hipovolemična hiponatriemija se lahko pojavi zaradi driske, bruhanja, diuretikov in znojenja. Evvolemična hiponatriemija se deli na primere z razredčenim urinom in koncentriranim urinom. Razredčen urin se pojavi zaradi insuficience nadledvične žleze, hipotiroidizma in pitja prevelikih količin vode ali piva. Koncentriran urin se pojavi zaradi sindroma neustreznega izločanja antidiuretičnega hormona (SIADH). Hipervolemična hiponatriemija se lahko pojavi pri srčnem popuščanju, odpovedi jeter in odpovedi ledvic. Lažno nizke vrednosti natrija se lahko izmeri pri visoki vsebnosti beljakovin. Primeri za to so multipli mielom, visoka koncentracija maščob v krvi in visok krvni sladkor.
Zdravljenje je odvisno od osnovnega vzroka. Prehitro popravljanje hiponatriemije lahko povzroči resne zaplete. Hitro delno korekcijo s 3-% fiziološko raztopino se priporoča le pri tistih, ki imajo pomembne simptome in le v določenih primerih pri tistih, pri katerih je stanje nastopilo hitro. Hipovolemična hiponatriemija se običajno zdravi z intravenskim dovajanjem fiziološke raztopine. SIADH se ponavadi zdravi z omejitvijo vnosa tekočine, medtem ko se hipervolemična hiponatriemija običajno zdravi tako z omejitvijo vnosa tekočine kot tudi z omejitvijo vnosa soli. Popravljanje stanja je običajno postopno pri tistih, pri katerih so bile nizke ravni natrija prisotne več kot dva dni.
Od 85 do 90 % natrijevih ionov je v zunajcelični tekočini, kamor pride s pomočjo črpalke, imenovane Na+/K+-ATP-aza. Natrij je glavni kation v zunajcelični tekočini, njegova količina v njej je tudi odraz količine natrija v telesu.
Hiponatriemija je najpogostejša elektrolitska motnja. Pojavi se pri približno 20 % hospitaliziranih in 10 % udeležencih vzdržljivostnih športnih dogodkov. Pri hospitaliziranih bolnikih je hiponatriemija povezana z višjim tveganjem za smrt. Stroški hiponatriemije so v ZDA ocenjeni na 2,6 milijarde dolarjev letno.

## Znaki in simptomi
Znaki in simptomi hiponatriemije so slabost in bruhanje, glavobol, kratkotrajna izguba spomina, zmedenost, letargija, utrujenost, izguba apetita, razdražljivost, mišična slabost, krči, napadi in zmanjšana zavest ali koma. Prisotnost in resnost znakov sta odvisni od stopnje hiponatriemije. Bolj ko so koncentracije natrija v plazmi nižje, hujši so simptomi. Nekatere nove raziskave sicer kažejo, da je blaga hiponatriemija (plazemska koncentracija natrija v plazmi 131–135 mmol/L) povezana s številnimi zapleti in težko prepoznanimi simptomi, na primer pogostejšimi padci, spremenjeno držo in hojo ter zmanjšano pozornostjo.
Nevrološki simptomi se običajno pojavijo pri zelo nizkih ravneh plazemskega natrija, običajno pod 115 mmol/L. Ko se spusti koncentracija na tako nizko raven, začne voda vstopati v možganske celice, zaradi česar te nabreknejo. Posledica tega je povečan pritisk v lobanji in hiponatremična encefalopatija. Zaradi povečanega pritiska notranje strukture lobanje pritiskajo na možgane, kar privede do glavobola, slabosti, bruhanja, zmedenosti, napadov, stiskanja možganskega debla, oslabljenega dihanja in kopičenja tekočine v pljučih. Če se stanje ne zdravi takoj, je lahko smrtno.
Kako hudi so simptomi, je odvisno tudi od tega, kako hitro in kako nizko se je znižala koncentracija natrija. Pri postopnem zmanjšanju bolnik zaradi živčne prilagoditve lažje prenaša simptome, čeprav se koncentracija močno zniža. Že prisotna osnovna nevrološka bolezen vpliva na hujše simptome zaradi hiponatriemije.
Kronična hiponatriemija lahko povzroči nevrološke okvare, ki se kažejo v spremenjeni hoji in pozornosti ter podaljšanem reakcijskem času in pogostejših padcih. Hiponatriemija vpliva tudi na kostno presnovo in je povezana s podvojenim tveganjem za osteoporozo in zlom kosti.

## Vzroki
Obstajata dva glavna vzroka hiponatriemije:
1. Izguba natrija iz zunajcelične tekočine: Primarna izguba natrijevega klorida (NaCl) se kaže kot hiponatriemija – dehidracija – in je povezana z zmanjšanim volumnom zunajcelične tekočine. Stanja, ki privedejo do tega, so: driska in bruhanje, prekomerna uporaba diuretikov (zavirajo/preprečujejo privzem natrija v ledvicah), nekatere bolezni ledvic, kjer se prekomerno izloča natrij, in Addisonova bolezen. Pri Addisonovi bolezni je prisotno zmanjšano izločanje hormona aldosterona, kar ovira reabsorpcijo (ponovni privzem) natrija v ledvicah. Aldosteron namreč spodbuja reabsorbcijo vode in ionov v ledvicah tako, da ohranja natrijeve ione in izloča kalijeve.[1]
2. Dodatna voda v zunajcelični tekočini: Hiponatriemija je lahko tudi posledica zadrževanja vode, ki razredči natrij v zunajcelični tekočini, kar pomeni prekomerno hidracijo. Do tega lahko pride pri povečanem izločanju antidiuretičnega hormona (ADH), ki povzroči povečano reabsorbcijo vode iz ledvičnih tubulov.[1]

Za lažji pregled se specifični vzroki hiponatriemije običajno najprej razdelijo na tiste z nizko toničnostjo (nižjo od normalne koncentracije topil), brez nizke toničnosti in na lažno nizko koncentracijo natrija. Vzroki z nizko toničnostjo se razdelijo glede na volumen tekočine, ki ga ima oseba, torej velik, običajen ali majhen. Premalo natrija v prehrani je zelo redko vzrok hiponatriemije.

### Zvišan volumen
Do hiponatriemije pride zaradi povečanja vsebnosti natrija in vode. Povečana vsebnost natrija privede do hipervolemije, posledična povečana vsebnost vode pa do hiponatriemije. Primeri:
- ciroza jeter,
- kongestivno srčno popuščanje,
- nefrotski sindrom ledvic,
- prekomeren vnos tekočin.

### Normalen volumen
Stanja, kjer je volumen rahlo povečan, vendar ne pride do pojava edemov, hiponatriemija pa se kljub temu pojavi:
- SIADH (sindrom prekomernega izločanja antidiuretičnega hormona) in njegovi vzroki,[9]
- hipotiroidizem,[9]
- premajhno izločanje adrenokortikotropnega hormona (ACTH),[9]
- pivska potomanija,
- običajna fiziološka sprememba v nosečnosti,[18][19]
- resetiran osmostat.

### Znižan volumen
Hipovolemija (izguba zunajceličnega volumna) je posledica popolne izgube natrija v telesu. Hiponatremijo povzroči relativno manjša izguba celotne telesne vode.
- Kateri koli vzrok hipovolemije, kot so dolgotrajno bruhanje, zmanjšan vnos vode, huda diareja,[9]
- uporaba diuretikov, ki povzroči izločanje vode, s tem pa sproščanje ADH, tako da hiponatriemija ni neposreden rezultat izločanja natrija v urinu zaradi diuretikov,[9]
- Addisonova bolezen in prirojena hiperplazija nadledvične žleze, pri kateri nadledvične žleze ne proizvajajo dovolj steroidnih hormonov (kombinirana glukokortikoidna in mineralokortikoidna pomanjkljivost),[9]
- pankreatitis,[9]
- podaljšana vadba lahko povzroči z vadbo povezano hiponatriemijo (EAH),[7][20] najpogostejša je pri maratoncih in drugih udeležencih vzdržljivostnih dogodkov,[21]
- Hiponatriemijo lahko povzroči tudi uporaba ekstazija.[22] Do tega najverjetneje pride zaradi izgube tekočine s potenjem in zamenjave z vodo brez elektrolitov.

### Drugi vzroki
Drugi vzroki, ki jih ne moremo vključiti v nobeno izmed zgornjih kategorij, so:
- Lažna hiponatriemija pri multiplem mielomu zaradi močno zvišanih vrednosti imunoglobulinov ali zaradi močno povišanih trigliceridov v krvi.
- Hiponatriemija ob normalni toničnosti zaradi visokega krvnega sladkorja.

## Patofiziologija
Vzroke in zdravljenje hiponatriemije je možno razumeti le s poznavanjem velikosti razdelkov s telesnimi tekočinami in njihove regulacije – kako je v normalnih okoliščinah telo sposobno vzdrževati koncentracijo natrija v ozkem območju (homeostaza osmolalnosti telesnih tekočin), stanj, ki povzročijo okvaro povratnih sistemov (patofiziologija) in posledice okvare sistema, ki se odražajo na velikosti razdelkov s telesnimi tekočinami in koncentraciji snovi v njih.

### Normalna homeostaza
Obstaja sistem hipotalamično-ledvičnih povratnih zank, ki običajno vzdržuje normalno koncentracijo natrija v serumu. Ta sistem deluje na naslednji način: v nekaterih celicah hipotalamusa obstajajo osmoreceptorji, ki se na povišan serumski nivo natrija v telesnih tekočinah odzovejo s signalom za zadnji del hipofize za začetek izločanja antidiuretičnega hormona (ADH/vazopresin). ADH vstopi v krvni obtok in da signal ledvicam, da v tubulih reabsorbirajo zadostno količino vode brez natrija, tako da se serumski natrij razredči nazaj do normale, kar nato izklopi osmoreceptorje hipotalamusa. Odzove se tudi s spodbudo žeje. Običajno se ob pojavu blage hiponatriemije (serumski natrij pod 135 mEq/L) ADH ne izloča in ledvica ne reabsorbira vode v ledvičnih tubulih, obenem pa tudi ni občutka žeje. Ta mehanizma pripomoreta k zvišanju serumskega natrija do normale.

### Hiponatriemija
Hiponatriemija se pojavi:
1. ko je povratna zveza hipotalamus-ledvice preobremenjena s povečanim vnosom tekočine,
2. povratna zanka deluje tako, da se ADH vedno izloča,
3. receptorji v ledvicah so vedno aktivirani ne glede na izločanje ADH,
4. ADH se izloča, čeprav ni dražljaja za to (zvišan serumski natrij).

Hiponatriemija se pojavi na enega od dveh načinov: povratna zanka osmoreceptor-akvaporin je preobremenjena ali pa prekinjena. Če je prekinjena, je lahko povezana z ADH ali pa ne. Če je povratna zanka preobremenjena, gre za zastrupitev z vodo z maksimalno razredčenim urinom, ki ga povzroča:
1. patološko pitje vode (psihogena polidipsija),
2. pivska potomanija,
3. prekomerno intravensko infundiranje raztopine brez proste vode,
4. infantilna zastrupitev z vodo.

Oslabljena sposobnost redčenja urina v povezavi z ADH se lahko pojavi v devetih različnih situacijah:
1. znižanje arterijskega volumna,
2. hemodinamično posredovano stanje,
3. kongestivno srčno popuščanje,
4. ciroza,
5. nefroza,
6. bolezen hrbtenjače,
7. Addisonova bolezen,
8. cerebralna izguba soli,
9. sindrom neustreznega izločanja antidiuretičnega hormona (SIADH).

Če je povratni sistem normalen, pride do oslabitve sposobnosti redčenja urina, ki ni povezana z ADH in nastane zaradi:
1. oligurične odpovedi ledvic,
2. tubularne intersticijske bolezni ledvic,
3. diuretikov,
4. nefrogenega sindroma antidiureze.

Natrij je primarno pozitivno nabit ion zunaj celice in ne more preiti iz intersticijskega prostora v celico. To je posledica dejstva, da nabiti natrijevi ioni okoli sebe pritegnejo do 25 molekul vode in tako ustvarijo veliko polarno strukturo, ki je prevelika, da bi prešla čez celično membrano. Za prehod so potrebni kanali in črpalke. Do otekanja celic pride tudi zaradi aktivacije anionskih kanalov, ki jih regulira volumen, kar je povezano s sproščanjem tavrina in glutamata iz astrocitov.

## Diagnoza
Anamneza, klinični pregled in laboratorijski testi so nujno potrebni za diagnosticiranje in določitev osnovnega vzroka hiponatriemije. Pregled krvi pokaže nivo natrija v serumu nižji od 135 mmol/L. Anamneza in klinični pregled sta nujno potrebna za določitev vzroka, torej ali je pacient hipovolemičen, euvolemičen ali hipervolemičen. Oceno se naredi z določitvijo simptomov, kar vključuje ocene budnosti, koncentracije in orientacije.

### Lažna hiponatriemija
Lažna hiponatriemija, znana tudi kot psevdo ali hipertonična hiponatriemija, predstavlja stanje, ko laboratorijski testi pokažejo nizke ravni natrija, vendar obenem ni znakov hipotonije. Pri hipertonični hiponatriemiji nastopi resorpcija vode z molekulami, kot sta glukoza (pri hiperglikemiji ali diabetesu) ali manitol (pri hipertonični infuziji). Pri izotonični hiponatriemiji se izmeri lažne rezultate pogosto zaradi visoke vsebnosti trigliceridov v krvi, redko pa tudi zaradi paraproteinemije. To se zgodi pri uporabi tehnik, ki merijo količino natrija v določenem volumnu seruma ali plazme ali ko se pred analizo vzorec razredči.

### Prava hiponatriemija
Imenovana tudi hipotonična natriemija, je najpogostejša oblika hiponatriemije. Pogosto je preprosto imenovana hiponatriemija. Kategorizira se jo na tri načine, ki temeljijo na stanju volumna krvi osebe. Vsaka kategorija predstavlja drugačen osnovni vzrok za povečanje koncentracije ADH-ja (antidiuretičnega hormona), ki privede do zadrževanja vode in s tem do hiponatriemije: 
- Hipervolemična hiponatriemija (pri povečanem volumnu) – zmanjša se učinkovitost krožečega volumna (po telesu teče manj krvi), čeprav je skupna prostornina telesa povečana (prisotni so edemi in otekanje, zlasti gležnjev). To stanje stimulira sproščanje antidiuretičnega hormona (ADH), kar privede do zastajanja vode. Hipervolemična hiponatriemija je najpogosteje posledica srčnega popuščanja, odpovedi jeter (ciroze) ali bolezni ledvic (nefrotski sindrom).
- Euvolemična hiponatriemija (pri normalnem volumnu) – izločanje antidiuretičnega hormona (ADH) je fiziološko, vendar prekomerno ali neprimerno in nefiziološko zaradi sindroma neustrezne hipersekrecije antidiuretičnega hormona (SIADH). Sem spadajo tudi hiponatriemija, do katere pride zaradi pomanjkanja elektrolitov za proizvodnjo urina, hiponatriemija kot posledica hipotiroidizma in hiponatriemija zaradi centralne insuficience (zmanjšanega izločanja) nadledvične žleze.
- Hipovolemična hiponatriemija (pri zmanjšanem volumnu) – izločanje antidiuretičnega hormona (ADH) je stimulirana zaradi pomanjkanja vode v telesu.

### Akutna in kronična hiponatriemija
Kronična hiponatriemija predstavlja stanje, kjer pride do postopnega znižanja ravni natrija skozi več dni ali tednov. Simptomi so zmerni. Ta oblika je imenovana tudi asimptomatska hiponatriemija, čeprav ni popolnoma brez simptomov.
Akutna hiponatriemija nastane pri hitrem padcu ravni natrija in predstavlja nevarno stanje, saj lahko zaradi hitrega otekanja možganov nastopi koma ali celo smrt.

## Zdravljenje
Zdravljenje hiponatriemije je odvisno od osnovnega vzroka. Kako hitro je zdravljenje potrebno, je odvisno od simptomov bolnika. V začetnem zdravljenju so običajno temelj tekočine. Pri osebah s hudo boleznijo se priporoča zvišanje natrija za približno 5 mmol/L v 1–4 urah. Ob odpravljanju vzroka hiponatriemije je v določenih skupinah možen hiter dvig serumskega natrija, zato je potrebno natančno spremljanje, da se prepreči prehitra korekcija koncentracije natrija v krvi. Med te skupine sodijo bolniki s hipovolemično hiponatriemijo, ki prejemajo intravenske tekočine (s katerimi popravljajo hipovolemijo), bolniki z nadledvično insuficienco, ki prejemajo hidrokortizon, bolniki, ki so prenehali jemati zdravilo, ki povzroča večje sproščanje ADH, in bolniki, ki imajo hiponatriemijo zaradi zmanjšanega vnosa soli in/ali topljencev v prehrani zaradi diete z več topnimi snovi. Če naraste količina razredčenega urina, je to opozorilni znak, da pri teh osebah korekcija poteka prehitro.
Primanjkljaj natrija = (140 – natrij v serumu) x skupna telesna voda
Skupna telesna voda = telesna teža v kilogramih x 0,6

### Tekočine
Možnosti se razlikujejo glede na klinično sliko in nivo natrija ter vključujejo:
Blaga in asimptomatska hiponatriemija se zdravi z ustreznim vnosom topljencev (vključno s soljo in beljakovinami) in omejitvijo tekočine, začenši s 500 ml vode na dan s prilagoditvijo glede na raven natrija v serumu. Dolgotrajna omejitev vnosa tekočine na 1,2–1,8 l/dan lahko človeka ohrani v stanju brez simptomov.
Zmerno in/ali simptomatsko hiponatriemijo se zdravi z dvigom serumskega natrija 0,5–1 mmol/l/h do največ 8 mmol/l prvi dan z uporabo furosemida in nadomeščanjem izgube natrija in kalija z 0,9 % fiziološko raztopino.
Huda hiponatriemija ali hude simptome (zmedenost, konvulzije ali koma) se zdravi s hipertonično fiziološko raztopino (3 %) 1–2 ml/kg intravensko v 3–4 urah. Hipertonična fiziološka raztopina lahko povzroči hitro dilucijsko diurezo in padec natrija v serumu. Ne sme se je uporabiti pri bolnikih s povečano prostornino zunajcelične tekočine.

### Elektrolitske nenormalnosti
Pri osebah s hiponatriemijo zaradi nizkega volumna krvi (hipovolemije) zaradi diuretikov s hkratno nizko koncentracijo kalija v krvi lahko popravljanje nizke ravni kalija pomaga pri odpravi hiponatriemije.

### Zdravila
Ameriške in evropske smernice imajo različne zaključke glede uporabe zdravil. V ZDA jih priporočajo bolnikom s SIADH, cirozo ali srčnim popuščanjem, ki ne uspejo omejiti vnosa tekočine. V Evropi jih na splošno ne priporočajo.
Obstajajo predhodni dokazi, da so antagonisti receptorjev za vazopresin, vaptani (kot je konivaptan), lahko nekoliko učinkovitejši od omejitve tekočin pri bolnikih s hiponatriemijo s povečanim ali normalnim volumnom. Ne smejo se uporabljati pri bolnikih z nizkim volumnom. Uporabljajo se lahko tudi pri bolnikih s kronično hiponatriemijo zaradi SIADH, ki se premalo odziva na omejitev tekočine ali tablete z natrijem.
Čeprav se demeklociklin včasih uporablja za SIADH, ima pomembne stranske učinke, vključno z možnimi težavami z ledvicami in občutljivostjo na sonce. Pri mnogih bolnikih ni opaznih koristi, pri drugih pa lahko pride do prekomerne korekcije in visokega nivoja natrija v krvi.
Vsakodnevna peroralna uporaba sečnine (ki se zaradi okusa ne uporablja pogosto) naj bi pomagala pri bolnikih s SIADH, vendar pa ni na voljo v večini področij sveta.

### Previdnostni ukrepi
Hitro višanje koncentracije natrija v serumu lahko povzroči osmotski demielinizacijski sindrom. Priporočljivo je, da se serumski natrij ne viša za več kot 10 mEq/l/dan.

## Posledice
Posledica hiponatriemije je nabrekanje celic.
Hitre spremembe v celičnem volumnu zaradi hiponatriemije imajo močen učinek na tkiva in funkcijo organov, še posebej možganov. Hiter padec v plazemski koncentraciji natrija lahko na primer povzroči celični edem (to je odvečna tekočina v tkivu) in nevrološke simptome, kot so glavobol, slabost, zaspanost in disorientacija. Če koncentracija natrija pade pod 115–120 mmol/l, lahko otekanje možganov privede do napadov, kome, dolgotrajnih okvar možganov in smrti. Ker je lobanja rigidna (se ne razteza), se volumen možganov ne more povečati za več kot 10 %, ne da bi silil proti vratu (herniacija), kar lahko vodi do trajne poškodbe možganov in smrti.
Ko se hiponatriemija razvije počasneje, skozi več dni, se možgani in druga tkiva odzovejo tako, da transportirajo natrijeve, kloridne, kalijeve ione in druge organske topljence (kot je na primer glutamat) iz celic v zunajcelično tekočino. To zmanjša tok vode v celice in otekanje tkiva.
Ta prenos topljencev izven celic med počasi razvijajočo se hiponatriemijo pa naredi možgane tudi ranljive, če se hiponatriemija popravi prehitro. Če so hipertonične raztopine dodane prehitro, lahko presežejo zmožnost možganov za njihovo ponovno privzemanje. To lahko vodi do osmotskih poškodb nevronov, ki so povezane z demielinizacijo. Tej osmotsko povzročeni demielinizaciji se lahko izognemo z zelo počasnim popravljanjem hiponatriemije, da damo možganom čas za ponovno privzemanje topljencev, ki so jih izgubili zaradi prilagoditve na (dolgotrajno) hiponatriemijo.

## Epidemiologija
Hiponatriemija je najpogostejša motnja elektrolitskega ravnovesja. Pogostejša je pri ženskah, starejših in hospitaliziranih bolnikih. Incidenca je v veliki meri odvisna od populacije bolnikov. Pogostost med hospitaliziranimi bolniki je 15–20 %, le 3–5 % pa ima raven natrija v serumu manj kot 130 mmol/L. Podatki kažejo, da naj bi imelo do 30 % starejših v domovih za ostarele hiponatriemijo, v enakem odstotku pa se pojavlja tudi pri depresivnih bolnikih, ki jemljejo selektivne zaviralce ponovnega privzema serotonina.
Bolniki s hiponatriemijo, ki potrebujejo hospitalizacijo, so v povprečju dlje časa hospitalizirani, s tem pa so povezani tudi višji stroški. Obenem imajo večjo verjetnost, da bodo potrebovali ponovni sprejem. Še posebej to velja za moške in starejše.